# Station Fontoy
Station Fontoy (Frans: Gare de Fontoy) is een spoorwegstation in de plaats en gemeente Fontoy in Frankrijk.
Het station ligt aan lijn Mohon - Thionville en aan lijn Fontoy - Audun-le-Tiche.